# Magdalena Andersson
Eva Magdalena Andersson (Uppsala, 23 de janeiro de 1967) é uma economista e política sueca, do Partido Social-Democrata. Foi primeira-ministra da Suécia entre 30 de novembro de 2021 até 18 de outubro de 2022, após a coalizão perder a maioria no parlamento sueco.  Andersson ingressou na liga da Juventude Social-Democrata Sueca em 1983 e, em 1992, formou-se em economia. Ela atuou como conselheira e diretora de planejamento no governo de Göran Persson e como conselheira de Mona Sahlin. Após a eleição de 2014, Andersson foi eleita para o Parlamento e tornou-se a ministra das finanças no governo Löfven. Depois que Löfven anunciou seus planos de renunciar em agosto de 2021, ela foi considerada pela maioria como a candidata a sucedê-lo. Logo depois, Andersson foi eleita líder do Partido Operário Social-Democrata em 4 de novembro de 2021.
Magdalena foi eleita pelo Parlamento como primeira-ministra da Suécia em 29 de novembro de 2021, sendo empossada no dia seguinte. Isso se seguiu a uma votação anterior em 24 de novembro, onde ela foi eleita, mas optou por renunciar depois que seu próprio orçamento de coalizão não foi apoiado pelo Parlamento. A previsão de assumir é de 30 de novembro de 2021, tornando-se a primeira mulher eleita chefe de governo da Suécia.

## Vida pessoal e formação acadêmica
Eva Magdalena Andersson nasceu em Uppsala, sendo filha de Göran Andersson e Birgitta Andersson, ambos professores. Desde 1992, Andersson é formada em economia pela Escola de Economia de Estocolmo.

## Carreira
Foi porta-voz dos assuntos econômicos de partido desde 2012, assumindo ao cargo de líder do partido em 2021. Também é Ministra das Finanças do Governo Löfven, que tomou posse em 2014.

### Eleição para primeira-ministra
Em 24 de novembro de 2021, Andersson foi eleita a nova primeira-ministra da Suécia pelo parlamento da Suécia; ela assumirá o cargo formalmente em 26 de novembro de 2021. Embora ela não tenha recebido uma maioria de votos a favor, também não recebeu uma maioria de votos desfavoráveis, que sob o princípio de parlamentarismo negativo do parlamento foi suficiente para elegê-la como primeira-ministra. Andersson é a primeira mulher chefe de governo da Suécia desde que o sufrágio universal foi introduzido em 1921. Depois que o Partido Verde retirou seu apoio ao orçamento apresentado pela primeira-ministra-designada, menos de 12 horas após sua eleição pelo parlamento, ela foi forçada a renunciar ao cargo antes mesmo da posse programada para dia 26 de novembro de 2021. Andersson espera poder liderar um governo minoritário composto apenas pelos social-democratas até as próximas eleições em 2022.
Em 29 de novembro de 2021, Andersson foi reeleita primeira-ministra. Era esperada para ser reeleita como primeira-ministra, já que todos os partidos que a apoiaram na primeira votação (o Partido do Centro, o Partido Verde e o Partido de Esquerda), indicaram sua disposição de apoiá-la quando o Parlamento fez outra votação. Quando nomeado como primeira-ministra, Andersson se tornará a primeira mulher eleita chefe de governo da Suécia, e a Suécia se tornará o último país nórdico a eleger uma mulher chefe de governo.